# Partij voor Democratie en Ontwikkeling
De Partij voor Democratie en Ontwikkeling (PDO) is een Surinaamse politieke partij.
De PDO werd op 12 december 2012 opgericht door Waldi Nain. Hij was een mede-oprichter van Pendawa Lima (1995) en minister van Planning en Ontwikkelingssamenwerking (1997-1999). De inspiratie voor de oprichting van de partij lag in een beslaglegging op zijn huis en salaris als gevolg van de opheffing van Pendawa Lima, aldus Nain in september 2013. Die nam hij Paul Somohardjo kwalijk, hoewel Somohardjo reageerde zelf ook te maken had met een beslaglegging op zijn salaris als lid van De Nationale Assemblée (DNA). Rond die tijd had de PDO naar eigen opgave vijftienhonderd ingeschreven leden.
PDO werkte tijdens de verkiezingen van 2015 samen binnen de Alternatieve Combinatie, samen met ABOP en KTPI. De partij verwierf te weinig stemmen voor een zetel in DNA.
In november 2019 proclameerde Somohardjo de eenheidsbeweging Wong Jowo (Javanen), waar zich naast zijn eigen partij Pertjajah Luhur (PL) ook Nain met de PDO bij aansloot, evenals Willy Soemita met de KTPI en John Nasibdar met Nieuw Suriname. Het doel van de beweging was om samen op te trekken tijdens de verkiezingen van 2020. Die samenwerking kwam er ook, echter niet onder de naam Wong Jowo, maar door deel te nemen aan de verkiezingslijst van PL. Na de verkiezingen viel Wong Jowo uit elkaar. Evert Karto PL) was de enige uit de Javaanse samenwerking die DNA bereikte.